# Тадеуш Толвінський

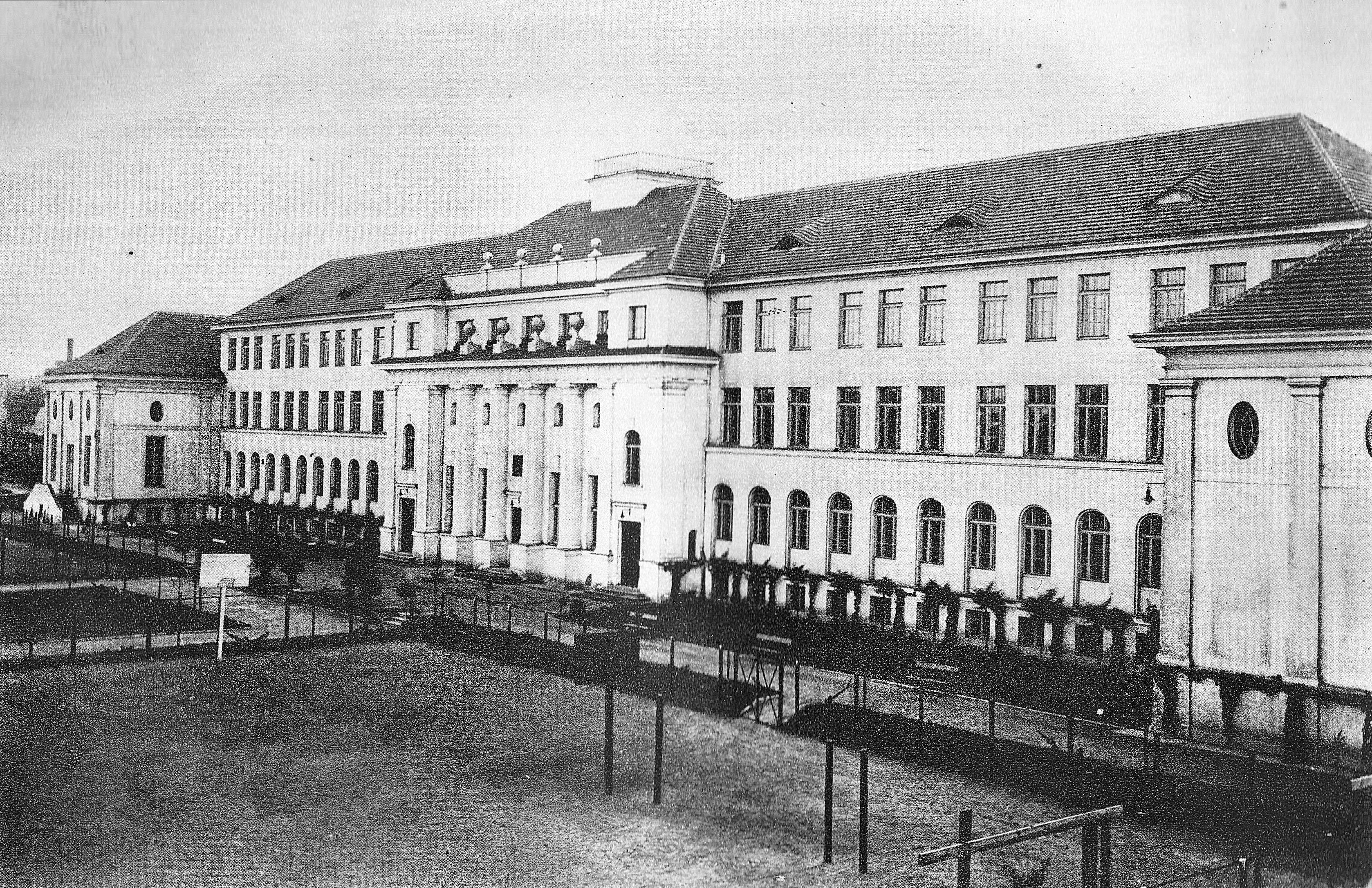
Дім Трамвайної школи на вулиці Млинарській, 2

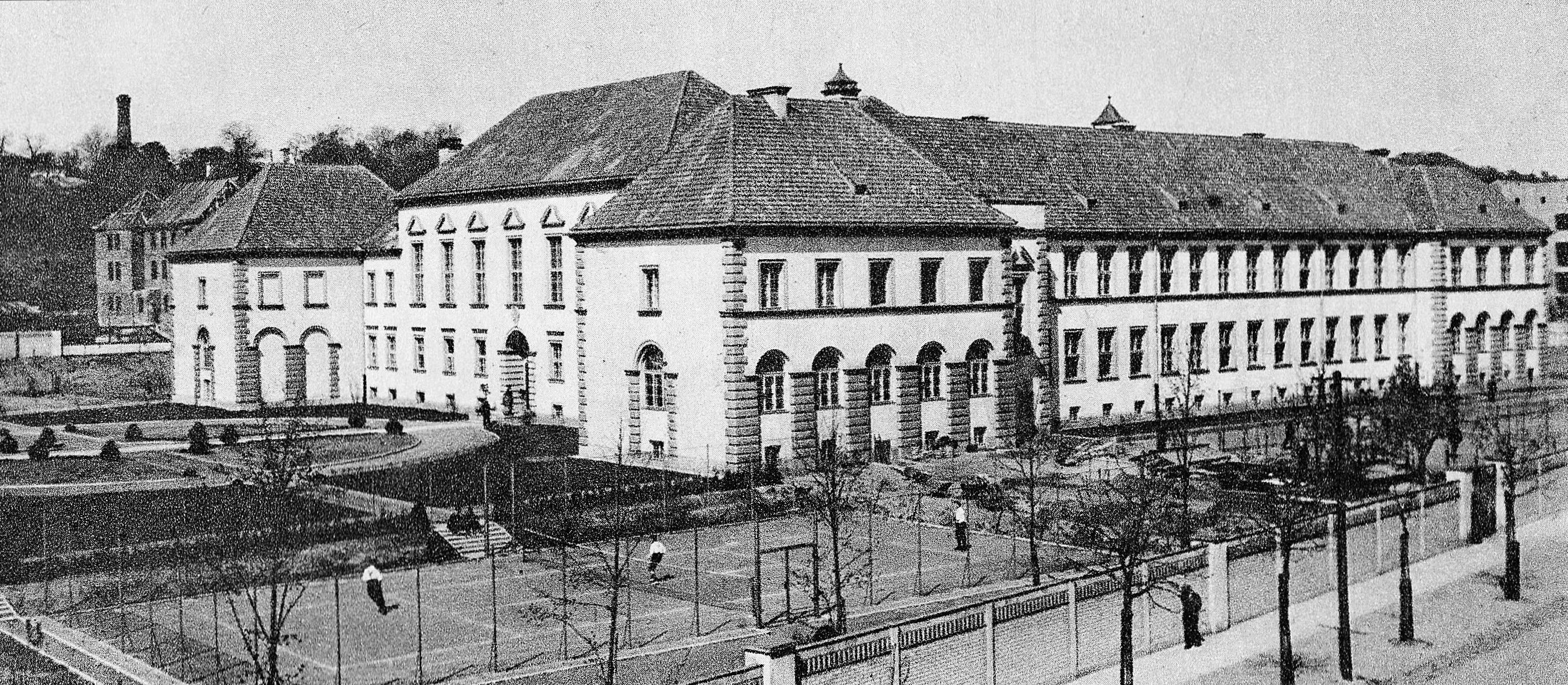
Дім державної гімназії ім. Стефана Баторія на вулиці Мислівецькій, 6

Тадеуш Толвінський (пол. Tadeusz Tołwiński, 18 січня 1887, Одеса — 13 січня 1951, Варшава) — польський архітектор, урбаніст, педагог.

## Біографія
Народився 18 січня 1887 року в Одесі в сім'ї архітектора Миколая Толвінського і Ядвіги з Бжозовських. Навчався в середній школі в Варшаві, де 1905 року здав екзамен зрілості. У 1906–1911 роках навчався в політехніці Карлсруе і там отримав диплом. Відбув навчальні подорожі до Італії і Англії. 1913 року в петербурзькому Інституті цивільних інженерів здав державний екзамен, після чого працював у Варшаві в бюро Чеслава Пшибильського. 1915 року був одним з організаторів факультету архітектури Варшавської політехніки. Від 1918 року очолював кафедру містобудування. Через два роки іменований професором надзвичайним. 1938 року за наукову діяльність відзначений Командорським хрестом Ордену Відродження Польщі.
Під час війни проводив навчання таємно. Був арештований Гестапо і кілька місяців провів у в'язниці на Павяку. 1945 року тяжко поранений під час військових дій. Тривалий час лікувався в Жирардові. Продовжив викладацьку роботу у Варшавській політехніці і Гірничій академії у Кракові. Від 1947 року співпрацював із Бюро відбудови столиці. Помер 13 січня 1951 року. Похований на Повонзківському кладовищі, поле 217-VI-1/2/3.
Автор праці «Urbanistyka». Перші два томи якої вийшли у 1934 і 1937 роках. Останній, хоч опрацьований у 1940–1945 роках, видано вже після смерті Толвінського у 1963. Член журі конкурсу проєктів озеленення міста-саду Зомбки (1913), проєктів будівлі Міністерства пошти і телеграфу у Варшаві (1929), закритого другого конкурсу на проєкт храму Провидіння Господнього у Варшаві (1931), житлового будинку Фонду військового квартирування на розі вулиць Нововєйської і Сухої у Варшаві (1932), першого конкурсу типових проєктів малих приватних будинків (1933, організатор Банк господарства крайового у Варшаві), проєктів регуляції площі Пілсудського у Варшаві (1935). 1933 року був членом комісії Фонду військового квартирування, яка оцінювала конкурсні проєкти будинку на вулиці Краківське передмістя, 11 у Варшаві.
Роботи
- Перше місце на конкурсі проєктів парцеляції маєтку Зомбки під Варшавою (1912).[9]
- Будівля школи трамвайників у Варшаві на вулиці Млинарській, 2 в місцевості Воля (1912).
- Конкурсний проєкт будівлі Школи красних мистецтв у Варшаві. 1912 рік.[10]
- Численні житлові будинки у Варшаві, в місцевостях Жабки (1912), Підкова Лесьна (1913), Грохув (1915).
- План регуляції дільниці Повіслє у Варшаві від схилів цитаделі до вулиці Черняковської. Здобув друге місце на конкурсі 1916 року.[11]
- Проєкт будівлі Головного державного управління телеграфу у Варшаві. Розроблений для конкурсу 1922 року, на якому здобув перше місце.[12]
- План регуляції забудови Львова. Виготовлений на замовлення магістрату, експонувався в ратуші 1924 року разом із проєктом Ігнатія Дрекслера.[13]
- Державна гімназія імені Стефана Баторія на вулиці Мислівецькій, 6 у Варшаві. Збудована 1925 року. Була доволі прогресивною для свого часу спорудою із дотриманням високих санітарних вимог. Окрім класних кімнат, актової зали, шкільних складів мала свій гардероб, кухню, їдальню, власну котельну, басейн, спеціалізовані зали для фізичного та трудового виховання, для уроків фізики, хімії. Чотирикутна у плані утворювала великий внутрішній двір 27×33 м. Мальовничо опрацьовано оточення з газонів, саду, стадіону.[14]
- Конкурсний проєкт нової ратуші у Варшаві на площі Театральній. Всупереч умовам конкурсу передбачав повне знесення старих магістратських будівель, а не їх розбудову. Трамвайні лінії планувалось перенести з площі на вулицю Даниловичівську. Проєкт не здобув нагород на конкурсі 1927 року.[15]
- Будівля національного музею у Варшаві. 1927–1934 роки.[16]
- Проєкти будинку пошти на вулиці Груєцькій і будинку Централі телефонів на вулиці Познанській у Варшаві. Не реалізовані.[17]
- Генплан Каліша.
- Генплан Цехоцінка.